# Bamona tenuissima
Bamona tenuissima är en skalbaggsart som beskrevs av Thomas Casey 1906. Bamona tenuissima ingår i släktet Bamona och familjen kortvingar. Inga underarter finns listade i Catalogue of Life.